# Museumshafen Oevelgönne

Logo des Museumshafens

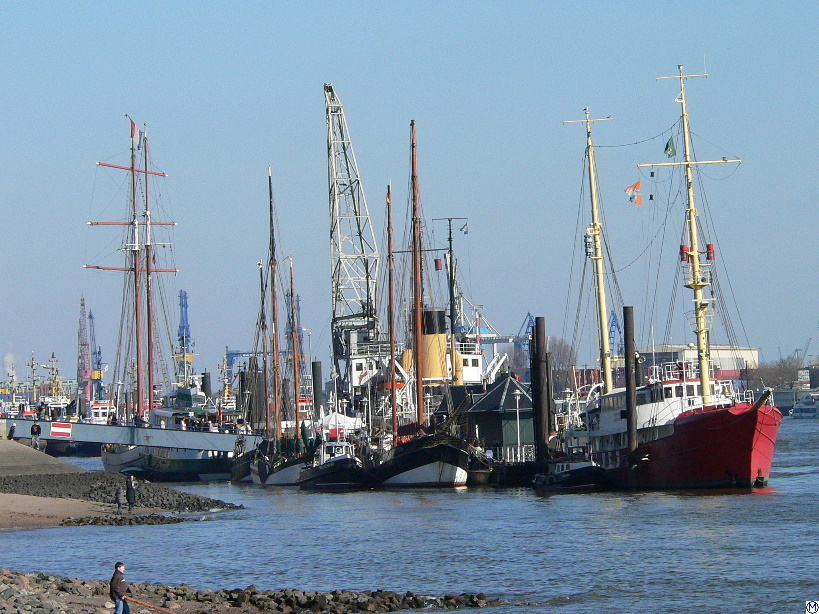
Schiffsanleger Neumühlen an der Elbe mit Schiffen des Museumshafens

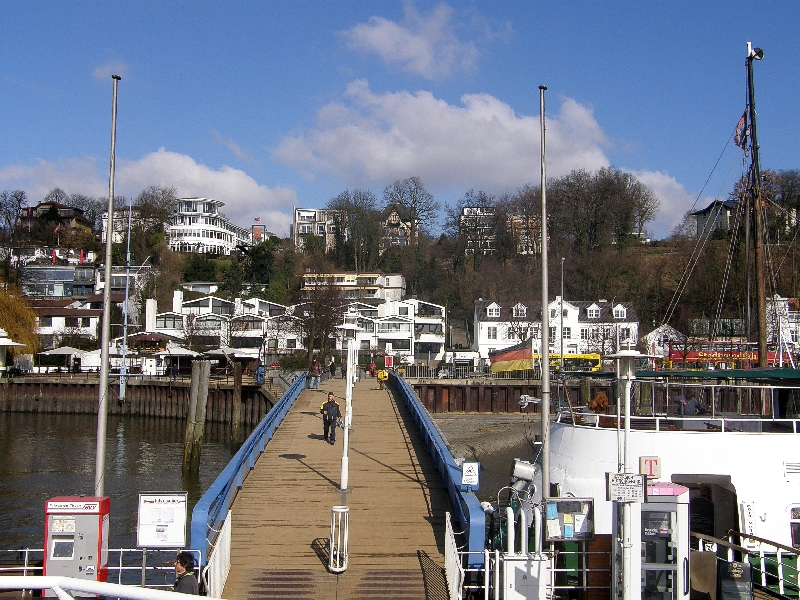
Zugang zum Anleger Neumühlen

Der Museumshafen Oevelgönne dient als Liegeplatz für Museums- und Traditionsschiffe und historische Boote in Övelgönne, er liegt im Südteil von Hamburg-Othmarschen und Hamburg-Ottensen.
In privater Trägerschaft vom Museumshafen Oevelgönne e. V., einer Vereinigung zur Erhaltung historischer Wasserfahrzeuge, betrieben, ist er der älteste deutsche Museumshafen, nach dessen Vorbild sich viele Museums- und Traditionsschiffhäfen an der Nord- und Ostseeküste gründeten. Alle historischen Wasserfahrzeuge sind gegenwärtig auch funktionstüchtig.
Der Verein pflegt die Tradition alter Arbeitsschiffe, die früher auf der Elbe im Einsatz waren. Diese Schiffe wären ohne den Einsatz des Vereins wahrscheinlich längst verschrottet worden und der Öffentlichkeit nicht mehr zugänglich.

## Lage
Der Museumshafen befindet sich am nördlichen Ufer der Norderelbe am Schiffsanleger Neumühlen/Oevelgönne, der auch von der HADAG-Fährlinie 62 angefahren wird. Dominiert wird der Hafen auf der Seite von Neumühlen (Stadtteil Ottensen) vom hohen Gebäude des Seniorenwohnstiftes Augustinum, das in Anlehnung an das ehemalige Union-Kühlhaus aus den 1920er Jahren, einem der letzten Zeugnisse des Hafennutzung an dieser Stelle entstand. Westlich schließt sich das nur über Fußwege zu erreichende Övelgönne (zu Othmarschen) mit seinen alten, oftmals von Lotsen und Fischern errichteten, Häusern am Elbstrand unterhalb des Geesthangs an. Gegenüber, in Waltershof auf der südlichen Seite der Norderelbe, erstreckt sich der Containerterminal Burchardkai und veranschaulicht den Umschlag im heutigen Hamburger Hafen.

## Verein und Geschichte
Der private Verein wurde 1976 unter anderem vom Architekten Volkwin Marg gegründet. Er verfolgt mit seinen etwa 500 ehrenamtlichen Mitgliedern folgende Ziele:
- Außer Dienst gestellte Wasserfahrzeuge aus der Berufsschifffahrt, die für die Schifffahrtsgeschichte der norddeutschen Küstenregion kennzeichnend sind und Denkmalcharakter haben, sollen erworben, restauriert, präsentiert und in Fahrt gehalten werden,
- in Hamburg-Altona soll der Museumshafen weiter betrieben und unterhalten werden, um die vorstehend bezeichneten Wasserfahrzeuge einem breiten Publikum zugänglich zu machen.

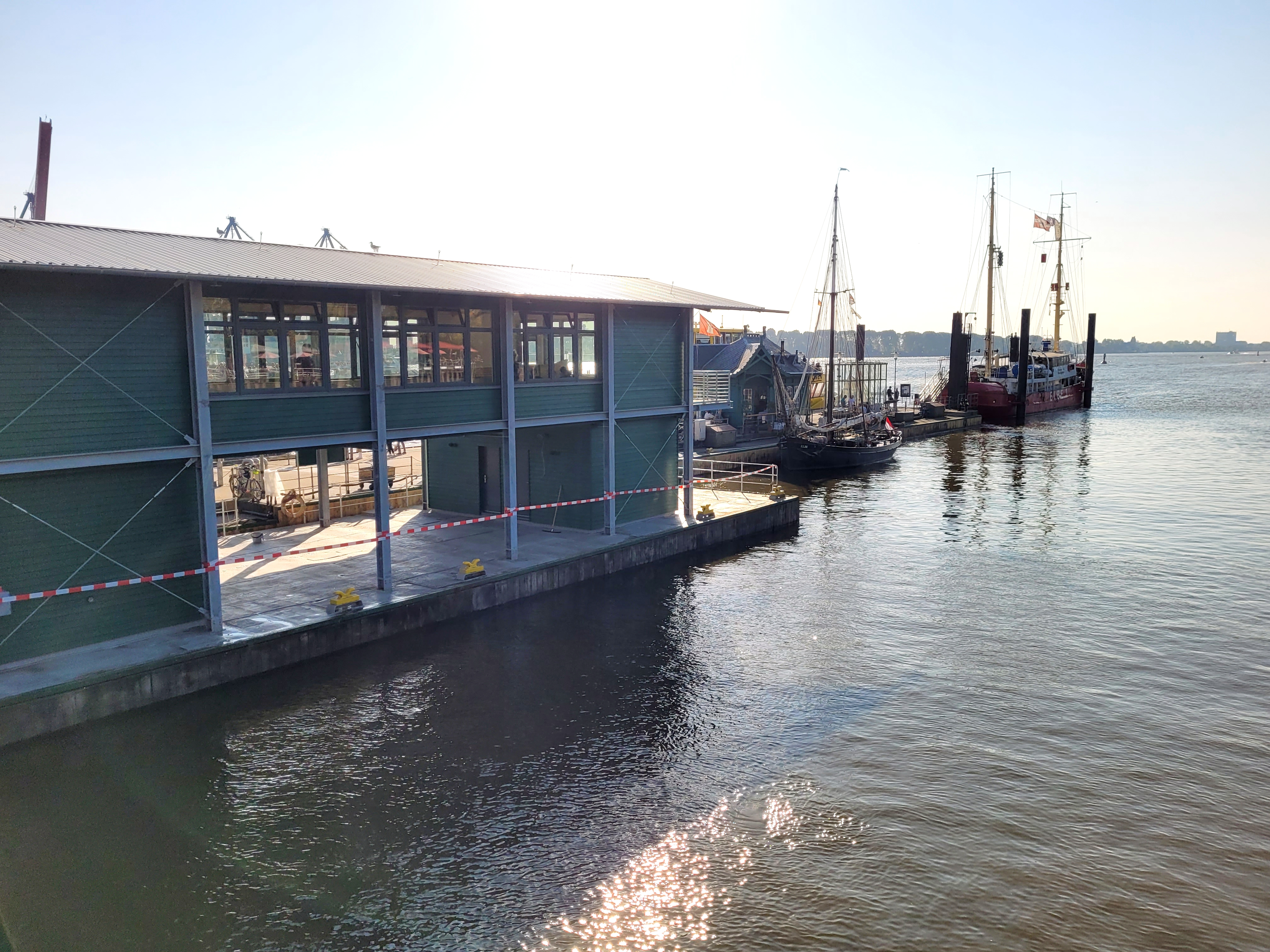
Besuchs- und Informationszentrum im Museumshafen Övelgönne im Rohbau, Stand September 2024

- Besuchs- und Informationszentrum im Museumshafen Övelgönne im Rohbau, Stand September 2024Seit September 2024 befindet sich der Rohbau des künftigen Besucherzentrums[1] im Museumshafen auf einem Lieger – einem separaten Ponton. Das künftige Informationszentrum direkt auf dem Wasser soll Besuchern und Vereinsmitgliedern sowie den ehrenamtlichen Helfern mit Büroräumen und sanitären Anlagen zur Verfügung stehen. In den öffentlichen Räumen des etwa 150 m² großen Gebäudes sollen Besucher und Interessierte über die Arbeit des Vereins sowie die dortigen Museumsschiffe informiert werden, es sollen Veranstaltungen und workshops stattfinden und vieles mehr. Ende November 2024 fand die feierliche Eröffnung statt.[2] Von der Idee und Planung bis zum jetzigen Rohbau vergingen bisher mehr als zwölf Jahre.

## Schiffe und andere Exponate

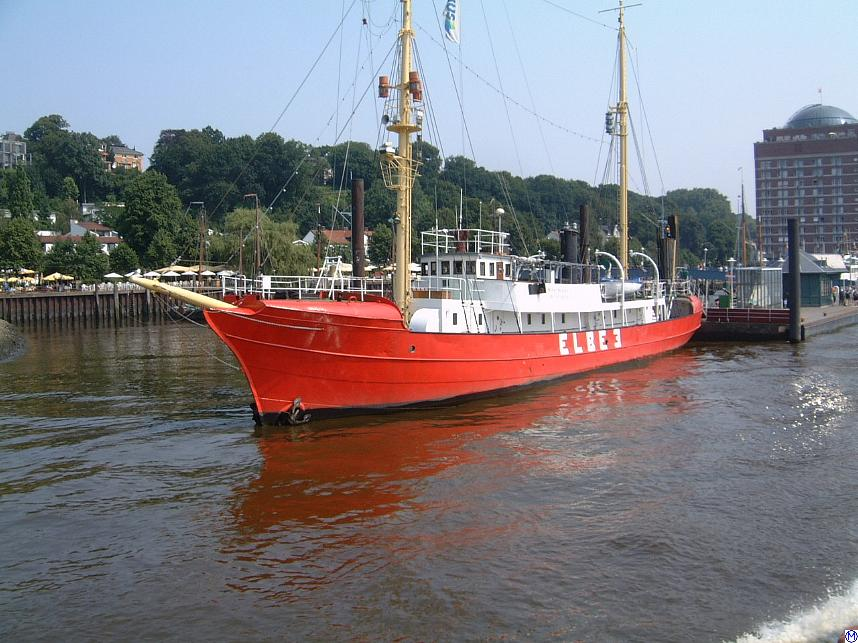
Feuerschiff Elbe 3 im Museumshafen

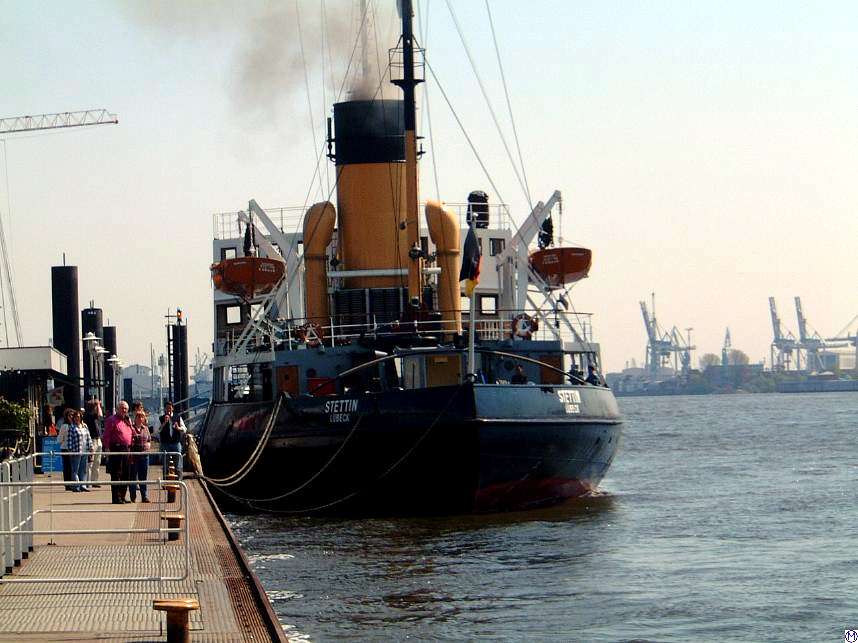
Dampfeisbrecher Stettin

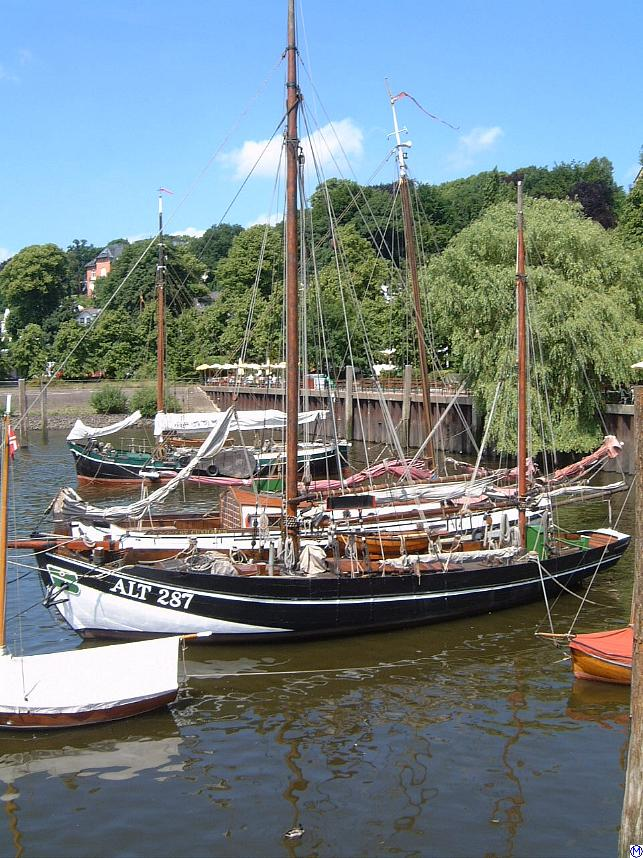
Catarina, Hauke Haien und Elfriede

Brücke und Anleger des Museumshafens sind frei zugänglich. Die einzelnen Schiffe können zum Teil auch zeitweise besichtigt oder auf Gästefahrten erlebt werden. Bedingt durch Fahrten, auch in andere Häfen, Reparatur- und Instandhaltungsmaßnahmen, sind nicht jederzeit alle Fahrzeuge an ihrem Liegeplatz anzutreffen. Auch werden einige kleinere Boote im Winter an Land aufgelegt oder in eisfreie Häfen verlegt.
Zu den Schiffen die ihre Heimat im Museumshafen haben, gehören die historische Segelschiffe:
- See-Ewer Amazone
- Besanewer Anna
- Ewer Elfriede (Altonaer Museum)
- Skutsje Fortuna
- Tjalk Helene
- Boeierschuit Hoop of Welvaart
- Friesische Jacht Johanna von Oevelgönne
- Ewerboot Klein Erna (vereinseigen)
- Besanewer Moewe (vereinseigen)
- Krabbenkutter Mytilus
- Hochseekutter Präsident Freiherr von Maltzahn HF. 294 (vereinseigen) – einer der letzten Fischkutter aus Hamburg-Finkenwerder
- Kutter Rabe
- Fischerboot Schanze (vereinseigen)

Die Dampfschiffe:
- Dampfschlepper Claus D. (vereinseigen)
- Barkasse Otto Lauffer (vereinseigen)
- Eisbrecher Stettin
- Dampfschlepper Tiger (vereinseigen)
- Dampfschlepper Woltman

Die Motorschiffe:
- Barkasse Altona (vereinseigen)
- Fährschiff Bergedorf
- Hochseekutter Christa – Fanggebiete Ost- & Nordsee
- Feuerschiff Elbe 3 (vereinseigen)
- Festmacherboot Fiete
- Hafenarztbarkasse Hafendockter
- Polizeiboot Ottenstreuer
- Zollboot Präsident Schaefer (benannt nach Bruno Louis Schaefer)
- Festmacherboot Smiet Los
- Festmacherboot Stek Ut
- Schleppbarkasse Suhr & Consorten II

Regelmäßiger Gast im Museumshafen war der Gaffelschoner Undine, der als letztes kommerzielles Fracht-Segelschiff Deutschlands bis 2016 die Hamburg-Sylt-Linie betrieb.
Zu den Kränen im Museumshafen gehört der Schwimmkran Karl Friedrich Steen. Auf einer Kaimauer steht ein Kampnagel-Elektrokran von 1898, den der Verein 1989 als Geschenk zum 800. Hafengeburtstag von der HEW erhielt. Der funktionsfähige Kran mit 2½ Tonnen Hubkraft war zuletzt am Rüschkanal in Finkenwerder für Strom- und Hafenbau im Einsatz und zählt zu den ältesten erhaltenen Hafenkränen in Hamburg.
Seit November 2015 steht der Alte Leuchtturm Pagensand-Süd als technisches Denkmal auf einem Sockel am Zugang zum Museumshafen.